# Epixiphium wislizeni
Espèce
Classification APG III (2009)
Espèce
Epixiphium wislizeni est une plante de la famille des Scrophulariaceae selon la classification classique, ou des Plantaginaceae selon la classification APG III. Elle est originaire du sud-ouest des États-Unis et du nord du Mexique.

## Description morphologique

### Appareil végétatif
Cette plante pérenne rampante portent des tiges qui peuvent courir sur 3 mètres de long. Les feuilles, en forme de pointe de lance, mesurent en moyenne 5 cm de longueur, et sont portées par des pétioles qui mesurent sensiblement la même taille.

### Appareil reproducteur
La floraison survient entre avril et juillet.
Les fleurs apparaissent à l'aisselle de feuilles ressemblant à des bractées. Ces fleurs, d'un bleu-violet pâle, ressemblent à celles des mufliers. La corolle a une symétrie bilatérale et mesure en moyenne 2,5 cm de long. Le calice se développe au fur et à mesure de la maturation du fruit et finit par enserrer la base du fruit, qui est une capsule.

## Répartition et habitat

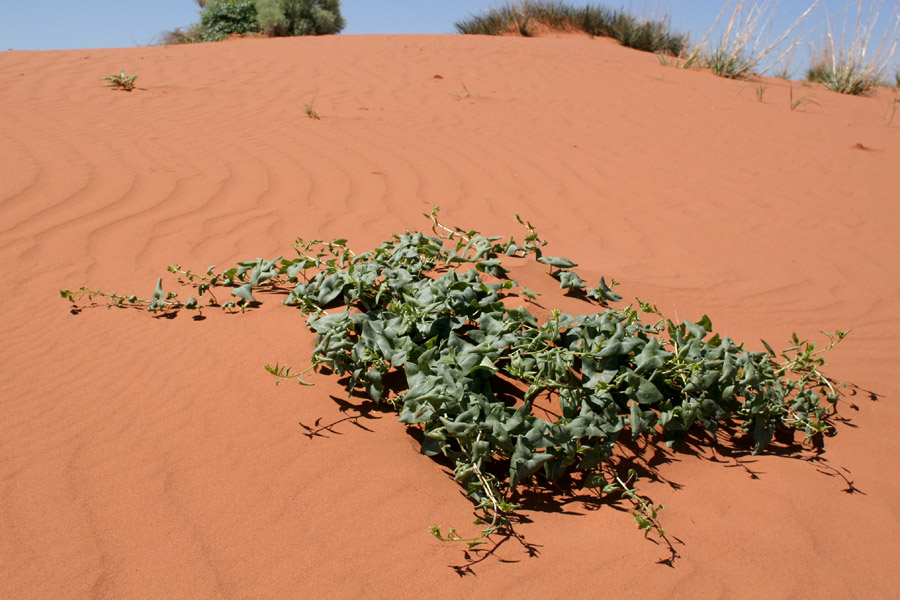
Epixiphium wislizeni sur une dune.

Cette plante pousse parmi les buissons ou sur les dunes des zones désertiques du sud-ouest des États-Unis (de l'Arizona au Texas) et du nord du Mexique.

## Systématique
Originellement nommée Maurandya wislizeni par le médecin et botaniste d'origine allemande Georg Engelmann en 1859, sa description a été complétée par le botaniste américain Asa Gray. Elle reçut finalement en 1926 le nom Epixiphium wislizeni de Philip Alexander Munz (en), botaniste, taxonomiste et professeur américain. Plusieurs botanistes américains proposèrent d'autres appellations pour cette espèce : Ivar Frederick Tidestrom proposa le nom Antirrhinum wislizeni en 1941 ; Francis Whittier Pennell (en) le nom Asarina wislizini en 1947. Mais finalement, seules les appellations Maurandya wislizeni et Epixiphium wislizeni sont utilisées, avec des désaccords selon les auteurs sur la validité de ces deux synonymes.

## Epixiphium wislizeniet l'Homme
Certains Pueblos de langue Keresan utilisaient les feuilles chauffées sur des pierres chaudes pour lutter contre les enflures. Certaines tribus apaches (Chiricahuas et Mescaleros) utilisaient les capsules, crues ou bouillies, comme source de nourriture.